# Cavanac
Cavanac ist eine französische Gemeinde mit 1.012 Einwohnern (Stand: 1. Januar 2022) im Département Aude. Sie gehört zum Arrondissement Carcassonne und zum Kanton Carcassonne-2. Die Einwohner werden Cavanacois genannt.

## Geographie
Cavanac liegt etwa fünf Kilometer südwestlich des Stadtzentrums von Carcassonne. Am nordwestlichen Rand der Gemeinde fließt die Aude. Cavanac wird umgeben von den Nachbargemeinden Carcassonne im Nordwesten und Norden, Cazilhac im Nordosten und Osten, Palaja im Osten, Villefloure im Südosten, Leuc im Südosten und Süden sowie Couffoulens im Südwesten und Westen.

## Bevölkerungsentwicklung
| Jahr                       | 1962 | 1968 | 1975 | 1982 | 1990 | 1999 | 2006 | 2018 |
| Einwohner                  | 456  | 495  | 521  | 581  | 676  | 665  | 826  | 939  |
| Quellen: Cassini und INSEE |      |      |      |      |      |      |      |      |

## Sehenswürdigkeiten
- Kirche Saint-Pierre, seit 1948 Monument historique